# Tridax boliviensis
Tridax boliviensis là một loài thực vật có hoa trong họ Cúc. Loài này được (Wedd.) R.E.Fr. miêu tả khoa học đầu tiên năm 1906.